# غزال الجبل
غزال الجبل أو الغزال الجبلي (الاسم العلمي: Gazella gazella) هو إحدى أنواع الغزلان والذي ينتشر بشكل واسع ولكن غير متوازن عبر شبه الجزيرة العربية وبلاد الشام والعراق، ويعرف غزال الجبل في العربيّة أيضا باسم الآدمي والغزال الحقيقي والظبي كما يسمونه في الإمارات، وقد استمدت مدينة أبوظبي اسمها من غزال الجبل العربي بسبب انتشارها الكبير في تلك المنطقة في السابق كما يظهر. يقطن الغزال الجبليّ الجبال وسفوح المناطق الهضابيّة بالإضافة إلى السهول الساحليّة، ويرتبط انتشار هذه الغزلان بشكل وثيق بنطاق انتشار شجرة السنط حيث لا تتواجد إجمالا إلا في المناطق التي تقطنها هذه الأشجار. تعتبر غزلان الجبل حيوانات راعية إجمالا إلا أنها قد تتحول إلى أكل مصادر أخرى للطعام بحسب درجة وفرتها، وهذه الغزلان أقل تأقلما مع البيئة الحارة والجافة من غزال دوركاس أو «العفري» والذي يبدو أنه استبدل غزال الجبل في بعض من موطنه خلال أواخر العصر الحديث الكامل (الهولوسين) خلال فترة صاحبها ارتفاع عالميّ للحرارة.
هناك أقل من 15,000 غزال جبلي حاليّا عبر الموطن الطبيعي للنوع بأكمله، وأكثر من 10,000 منها ينتمون للسلالة العربية (G. g. cora)، أقل من 3,000 ينتمون للسلالة الفلسطينية (G. g. gazella)، أقل من 1,000 ينتمون إلى سلالة فرسان (G. g. farasani)، أقل من 250 رأسا ينتمون للسلالة المسقطيّة (G. g. muscatensis)، و19 رأس فقط ينتمون للسلالة السنطيّة (G. g. acaiae).
كان غزال الجبل واسع الانتشار عبر أرجاء الشرق الأوسط سابقا، فكان موطنه يشمل جميع أنحاء شبه الجزيرة العربية، مصر، الأردن، لبنان، سوريا، وفلسطين، أما اليوم فإن الكثير من تلك الجمهرات السابقة اختفى أو انحصر نطاق انتشاره بمكان معين ضمن الدولة. تنتشر غزلان الجبل حاليّا في المنطقة الممتدة على طول البحر الأحمر وجبال عسير في الحجاز بالسعودية، وجزر فرسان في البحر الأحمر، جنوب غرب السعودية، وعلى طول شاطئ اليمن وجبال البلاد، وكذلك في عُمان وصولا إلى الإمارات. يبدو أيضا أن الغزلان القاطنة للجزر الأربعة في الخليج العربي تعتبر سلالات للغزال الجبلي كذلك الأمر. ومؤخرا في عام 2009، اكتشف عدد من الباحثون الأتراك 250 رأسا من هذه الحيوانات في جنوب تركيا بمحافظة هتاي. وكان قبل ذلك يُعتقد أن هناك نوعا واحدا من الغزلان في تركيا هو الريم أو الغزال الدرقي.

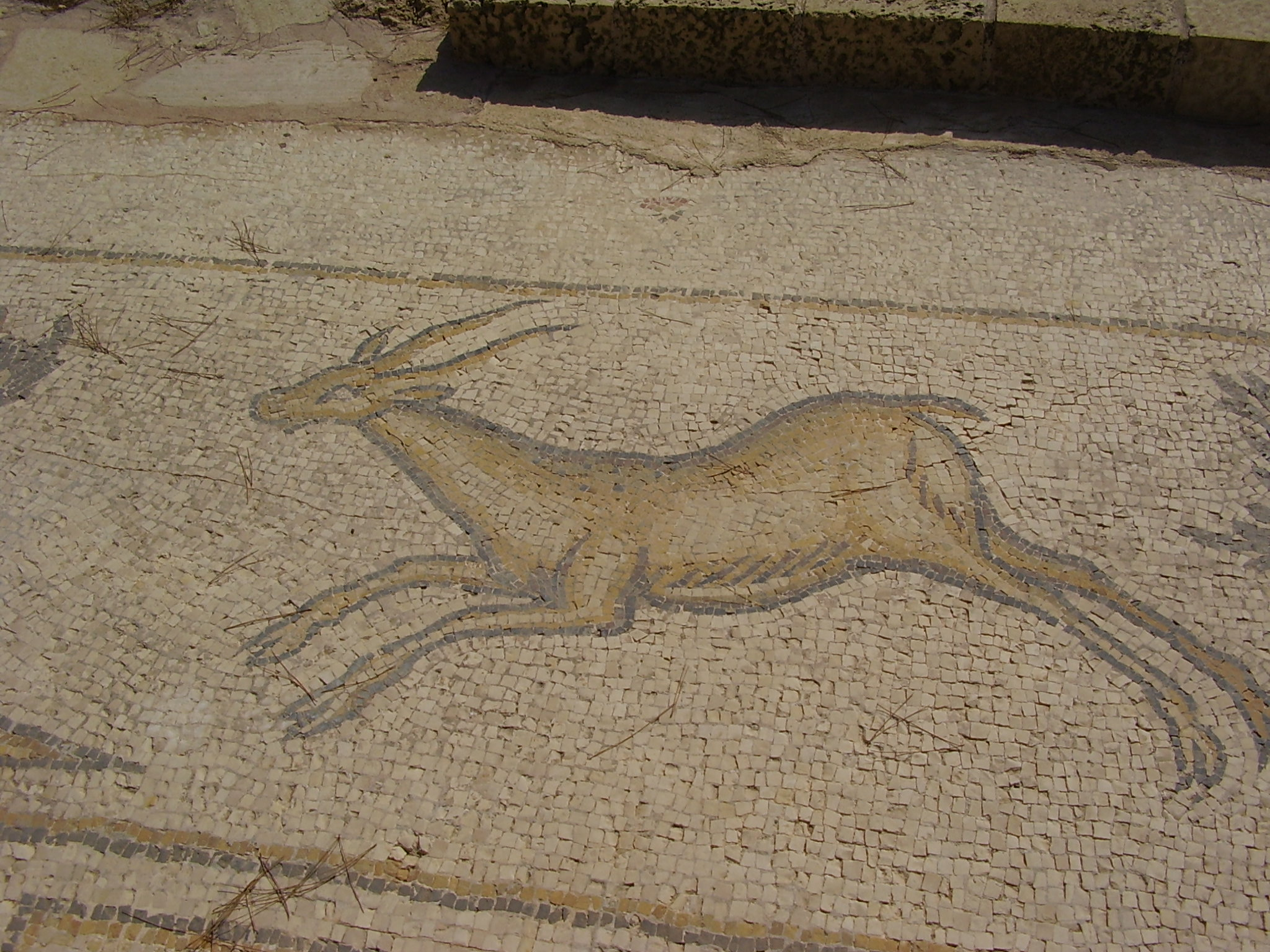
فسيفساء تصوّر الغزال في مدينة قيسارية في فلسطين

## الوصف والخواص الأحيائية
يعتبر غزال الجبل أنحف الغزلان بنيةً وأطولها قوائماً وعنقاً. يتراوح لون كسوة هذه الحيوانات من الأسمر إلى البني الداكن على ظهره، عنقه، ورأسه، بينما تكون معدته ومؤخرته بيضاء ناصعة، وتفصل بين نمطيّ الألوان هذه خطوط داكنة عريضة على جانبيّ الجسد، وتتميز السلالة الفلسطينية والسلالة المسقطيّة أنهما أدكن لونا من باقي السلالات. تكون كسوة هذه الحيوانات قصيرة، ملساء، ولامعة في الصيف، مما يعكس معظم الشعاعات الشمسيّة، أما في الشتاء فتصبح أكثر طولا، أكثف، مانعة للامتصاص، وغير لامعة، مما يسمح للغزال بأن يستحمل الأمطار الغزيرة (التي تتراوح بين 800 و1000 مليمتر) في شمال إسرائيل وجنوب لبنان؛ ويُلاحظ أن التغيرات في حجم وكثافة الإهاب تكون أقل بكثير عند السلالات الصحراوية. يمتلك الغزال الجبلي خطين أبيضين واضحي المعالم على وجهه، وهما يمتدان من عينيه باتجاه المنخرين، يقع على طرفهما هامشين سفليين يتراوح لونهما من البني الداكن إلى الأسود، يُضاف إلى ذلك بقعة سوداء على الخطم فوق الأنف. إن قرون الذكر من غزلان الجبل طويلة، تتراوح بين 22 و29.4 سنتيمتر، وهي مستقيمة وقاسية على قاعدتها، وفيها حلقات متعددة، أما قرون الأنثى فأقصر من قرون الذكر، ويتراوح طولهما بين 5.8 و11.5 سنتيمتر، وهي غير حلقيّة، متفاوتة الشكل، وغالبا ما تكون معوجّة، ملتوية، أو مكسورة. يمتلك ذكور السلالات الشمالية قرونا أطول من ذكور السلالات الجنوبية الصحراوية، وقرون تلك التي تعيش في منطقة الخليج العربي تعدّ الأقصر وأكثرها انحناءً للخارج. تعتبر الغزلان الفلسطينية أكبر سلالات غزال الجبل عادةً، بينما تُعدّ السلالات الصحراوية الجنوبية أصغر حجما بكثير، إذ أن وزنها يتراوح بين 12 و16 كيلوغراما فقط، إلا أن قوائمها وجسدها وأذنيها تكون أطول.

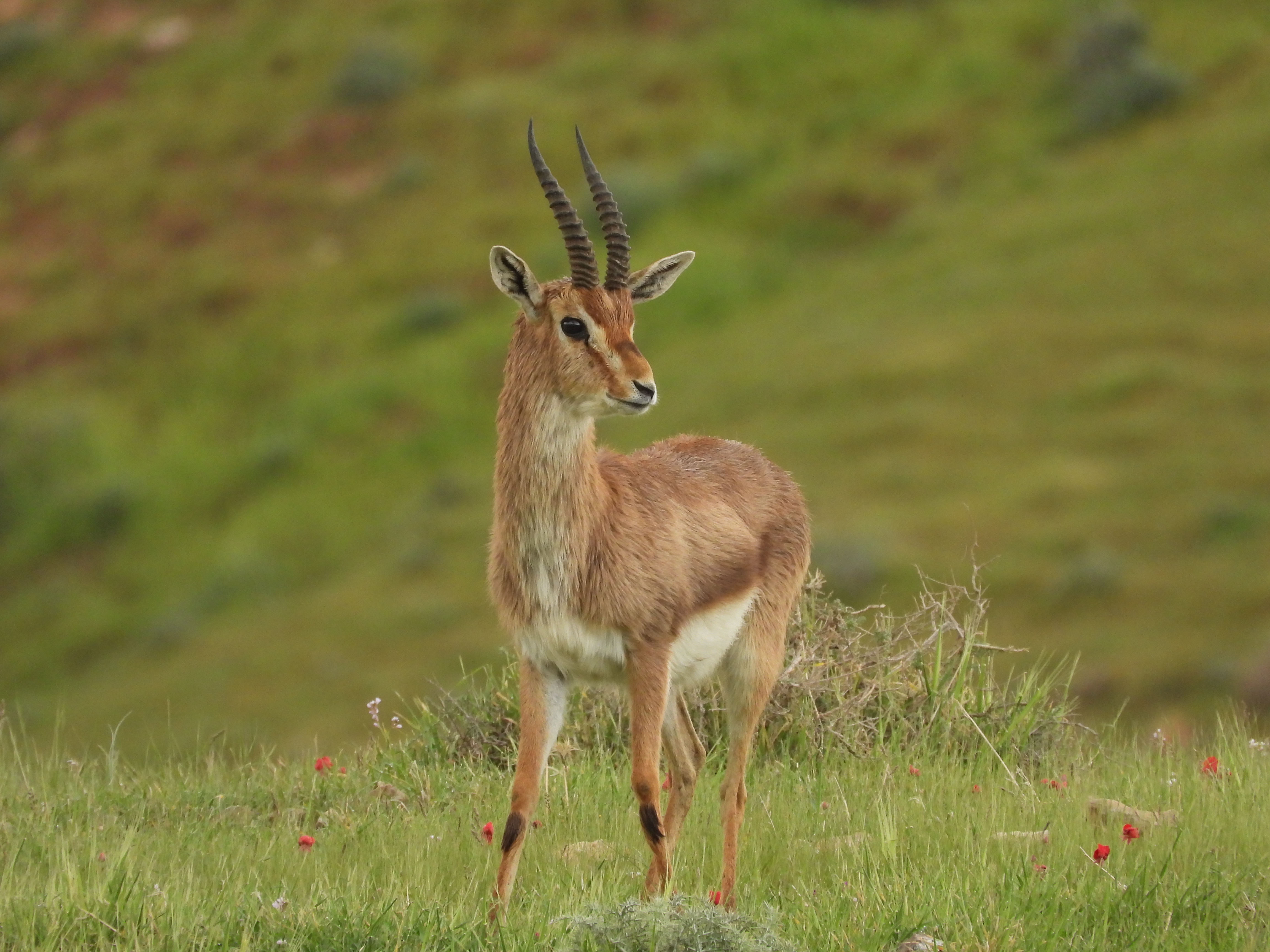
ذكر غزال الجبل الفلسطيني ربيع 2022

### السلالات
هنال ستة سلالات من غزال الجبل والتي تتواجد في بلاد الشام، شمال العراق، شبه الجزيرة العربية، وشمال مصر:
- السلالة الفلسطينية (غزال الجبل الفلسطيني، G. g. gazella.):[7][8] السلالة الغزاليّة وكانت أعدادها قد تناقصت في مختلف أنحاء موطنها خلال العقد الأول من القرن العشرين بسبب الصيد غير المشروع،[9] لكنها عادت وتكاثرت في إسرائيل خصوصا بسبب جهود الحفاظ عليها هناك،[9] وهي تعتبر أكثر السلالات انتشارا في بلاد الشام حيث تعيش في خمسة مناطق أساسيّة:
  - في الجليل حيث تعتبر الجمهرة هناك من أكبر الجمهرات والتي يبلغ عددها المئات.
  - في مرتفعات الجولان حيث تصنف الجمهرة على أنها الأكبر حيث يوجد ما يقدر على 1500 إلى 3000 رأس، ويعتقد أنه مع بداية القرن الواحد والعشرين كان هناك حوالي 5000 إلى 6000 غزال في الجولان إلا أن التناسل الناجح والمستمر للذئاب أدّى لتقليص الجمهرة.
  - في السهول الساحليّة في فلسطين حيث تعيش جمهرة صغيرة تتناقص أعدادها باستمرار بسبب التمدّن الحاصل.
  - في لبنان حيث تتواجد جمهرة صغيرة إجملا تتوزع على جبل حرمون والبقاع ومنطقة الشوف والشمال.
  - في الجبال الساحليّة السوريّة حيث تعيش جمهرة قليلة العدد كما يظهر.
- السلالة السنطيّة (غزال السنط، غزال وادي عربة، G. g. acaciae): يعتبر غزال السنط معرّض للانقراض بشكل كبير حيث لا يوجد منه سوى 19 رأسا في محميّة مغلقة جنوبي فلسطين بالقرب من يوتفاتا.
- السلالة المسقطيّة (غزال مسقط الجبلي، G. g. muscatensis): تعيش هذه السلالة في الجبال والسهول الصحراوية في سلطنة عمان.

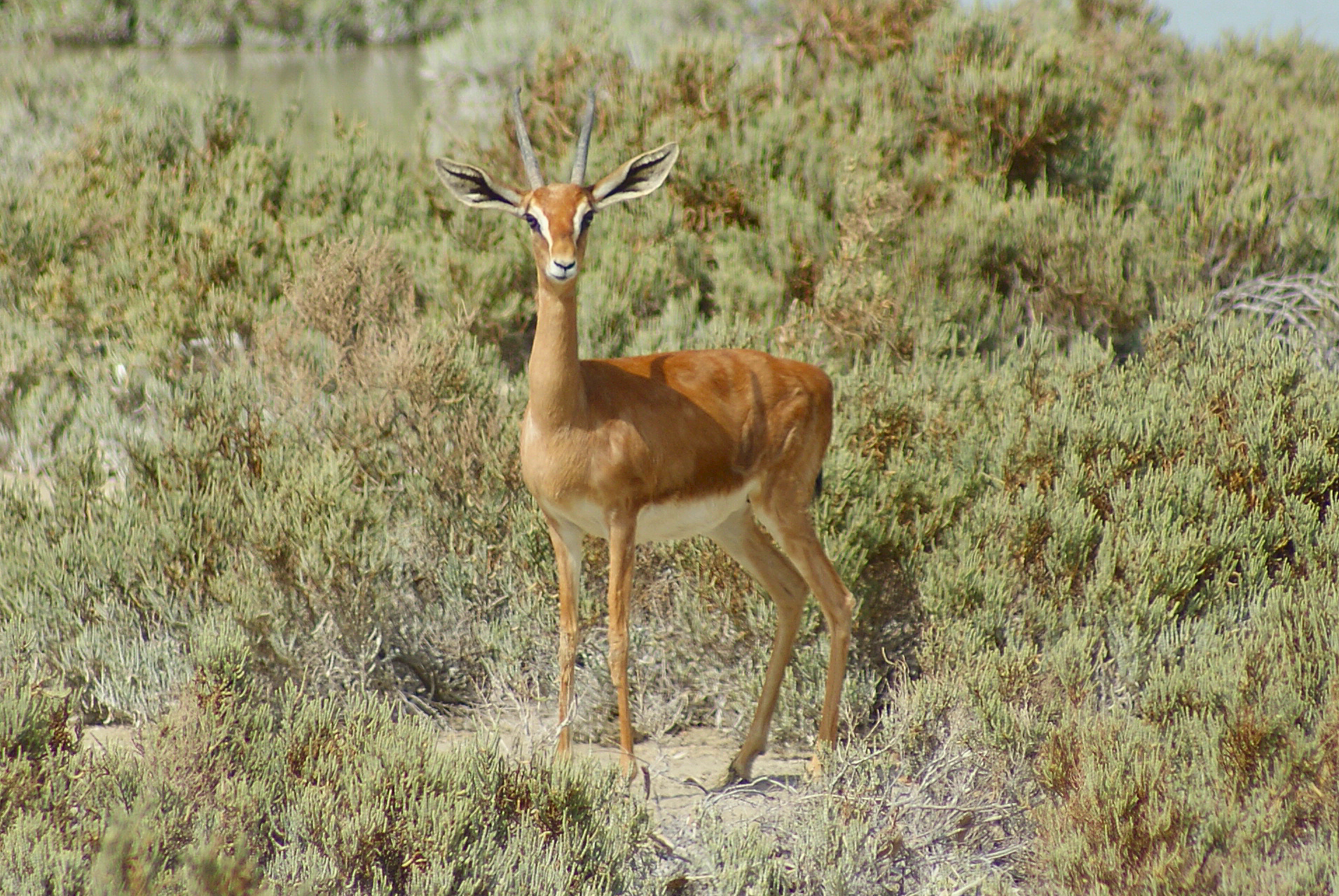
غزال جبلي يُحتمل أنه من السلالة العربية على جزيرة ياس.

- السلالة العربيّة (غزال الجبل العربي G. g. cora): تتواجد هذه السلالة في شبه الجزيرة العربية والعراق والبادية السورية وتعتبر مهددة بالانقراض خارج المحميّات الطبيعيّة بسبب صيدها الجائر.
- سلالة فرسان (غزال فرسان الجبلي، G. g. farasani): تعرف هذه السلالة بتميزها عن باقي السلالات حيث أنها أصغر حجما وأقل جفلا من البقيّة حيث يمكن مشاهدتها على مقربة من المساكن البشريّة وفي الأحياء السكنيّة في جزر فرسان التابعة للسعودية، ويعتبر البعض من العلماء أن هذه السلالة يجب أن تصنف على أنها نوع مستقل بذاته بعد أن طال عزلها عن البر الرئيسيّ منذ آلاف السنين.
- السلالة المصرية (غزال الجبل المصري، G. g. erlangeri): تعيش في شمال مصر، ولم يتم تحديد حالة حفظها من قبل الإتحاد العالمي للحفاظ على الطبيعة.[10]

### الخواص الأحيائية
تعيش هذه الغزلان في مجموعات صغيرة يتراوح عدد أفرادها من 3 إلى 8، وأحيانا أكثر بقليل. تتألف التركيبة الاجتماعية من ذكور مناطقية انعزالية، تبقى في منطقة خاصة بها وتحميها من باقي الذكور طيلة أيام العام؛ بالإضافة لمجموعات دائمة أو مؤقتة من الإناث وصغارها؛ وأخيرا قطعان صغيرة من الذكور العازبة. تتنافس الذكور للسيطرة على المناطق، إلا أن النزاعات الحدودية بين جارين غالبا ما تكون مجرّد حركات طقوسيّة أكثر منها قتال فعليّ، وهي تتألف من قتال «بالوسادات الهوائية» كما يُقال، إذ أن الخصمين يهاجمان بعضهما البعض ويتوقفان على بعد 30 سنتيمتر قبل أن ينطح أحدهما الأخر. أما بالنسبة للقتال الذي يدور بين أحد الذكور المسيطرة وذكر أخر عازب يرغب بالسيطرة على الحوز، فيمكن للغزالين أن يُلحقا أذى بالغا ببعضهما البعض، وحتى يُمكن أن يُحطم أحدهما قوائم الأخر.
تلاحق الذكور مجموعات الإناث التي تمر وترعى داخل حوزها. وفي إسرائيل، لوحظ أن سلالة السنط (G. g. acaciae) القاطنة للصحراء تتناسل على مدار العام، إلا أن ذروة المواليد تحصل في فترتين: خلال الربيع (من مارس حتى مايو) وفي الخريف (أكتوبر)، على الرغم من أن معظم الأخشاف التي تولد في الفترة الأخيرة تنفق لأسباب متعددة. كما لوحظ أنه خلال الشهور الشديدة الحرارة والبرودة، فإن هذه الحيوانات يندر أن تنجب. وفي عُمان فإن هذه الغزلان تتناسل مرتين في السنة كذلك الأمر. وعلى النقيض من ذلك، تتناسل الجمهرات الشمالية من غزلان الجبال الفلسطينية (G. g. gazella) في فترة متأخرة عن السلالات الصحراوية ولمرة واحدة في السنة إجمالا. تغادر الأنثى القطيع قبل بضعة أيام من ميعاد وضعها، وتبقى وحدها مع خشفها الوحيد، الذي يولد بعد 180 يوما من الحمل، لحوالي الشهرين. يبقى الصغير خلال الأسابيع الأولى من حياته مغلق العينين ومتقوقع على نفسه في المنطقة التي تخبأه والدته فيها. ترعى الأم على مقربة من الصغير وتؤمن له الحماية عبر مهاجة الضواري الصغيرة التي تقترب منه كالثعالب الحمراء، أو لفت انتباه تلك الأكبر حجما من شاكلة الذئاب وبنات آوى ودفعها لمهاجمتها كي تبعدها عن الخشف. يبدأ الصغير بمرافقة والدته والاقتيات على الطعام الصلب في الفترة الممتدة بين أسبوعه الثالث والسادس من العمر، ويمكن أن تستمر فترة الرضاعة لثلاث أو أربعة أشهر، ومن النادر أن تستمر لفترة أطول. تغادر الذكور القطيع الأمومي عندما تبلغ 6 أشهر لتنضم لقطيع من الذكور العازبة، أما الإناث فهي تبقى في ذات القطيع طيلة حياتها. تصبح الإناث قادرة على الإنجاب عندما تبلغ السنة من العمر، لكن الغالب أن لا تحمل إلا بعد بلوغها عامين، أما الذكور، فتصبح قادرة على التناسل عندما تصل لما بين 15 و20 شهرا، لكنها من النادر أن تنجب قبل أن تقوم بالسيطرة على حوز خاص بها، أي عندما تبلغ 3 سنين. يصل أمد حياة الغزال الجبلي إلى 13 عاما في الأسر و8 سنوات على الأكثر في البريّة.
تعتبر غزلان الجبل حيوانات نهارية النشاط إجمالا، إلا أنها يمكن أن ترعى في أثناء الليالي القمريّة أيضا، وخصوصا إذا كانت تتعرض للضغط من قبل الأنشطة البشرية، أي عندما يحصل خلل بالتوازن الطبيعي لأسلوب عيشها. غالبا ما تقتات هذه الحيوانات خلال الفجر والغسق وتستريح خلال فترات النهار الأكثر حرارةً، إلا أنه لوحظ أن الغزلان القاطنة السهول الجرداء المرتفعة في اليمن لا تُشاهد إلا أثناء النهار، بينما تلك التي تقطن الأراضي المنخفضة لا تظهر إلا خلال الغسق والليل. تُعد جميع سلالات غزال الجبل آكلة لأوراق الشجر والآجام، ما عدا السلالة الفلسطينية التي ترعى الأعشاب أكثرية الأوقات. تتألف حمية غزال الجبل من الأعشاب، الحشائش، والشجيرات، وفقا للبيئة التي تقطنها، وغالبا لا ترفض هذه الحيوانات الاقتيات على نوع محدد من النبات بشكل كلي. تقوم هذه الحيوانات بالاقتيات على بصلات النبات وجذورها، وغير ذلك من الأجزاء العصاريّة فيها لتحصل على المياه في حالة ندرة الأخيرة.

## حماية غزال الجبل

### المخاطر
تتنوع المخاطر التي تتعرض لها هذه الغزلان وتختلف باختلاف الموطن، إلا أن أسباب تناقص أعدادها الأساسية تبقى فقدان المسكن والصيد. فقد خسرت غزلان الجبل مساكن بارزة لها بسبب التطوير الزراعي في تلك المناطق، وتسييج الأراضي لتربية الماشية وتخصيص بعض الأراضي للرعي، وبناء المستوطنات البشرية وتشييد الطرقات. كان لتدهور المسكن أثر مدمّر على السلالة السنطيّة (G. g. acaciae) في إسرائيل، حيث انخفض مخزون المياه في الصحراء نتيجة لجرّها من الآبار الجوفية نحو الأراضي الزراعية، وقد أدى ذلك إلى يباس مصادر الطعام الأساسية مثل أشجار السنط والآجام واختفاء النباتات المعمّرة، مما جعل الجمهرة تنخفض أعدادها إلى ما دون 20 حيوانا. إن الجمهرة الحالية من تلك السلالة معرضة اليوم إلى مخاطر التناسل الداخلي بشكل كبير وذلك بسبب قلة أعدادها مما سينتج عنه انخفاض في التنوع الجيني، ويترك السلالة معرضة للعوامل التصادفية. بالإضافة لذلك، فقد ازداد معدل افتراس الذئاب وبنات آوى في إسرائيل لهذه السلالة النادرة، إلى جانب السلالة الفلسطينية. كان غزال الجبل، ولا يزال، يُصاد عبر مختلف أنحاء موطنه للحصول على لحمه، جلده، قرونه كتذكار، للترفيه، ولكونه طفيليّا بالنسبة لبعض المزارعين، كما أن الأسر الحي من قبل بعض هواة تربية وتجميع الحيوانات يعتبر مصدر تهديد أساسي في عُمان.

### جهود الحفاظ

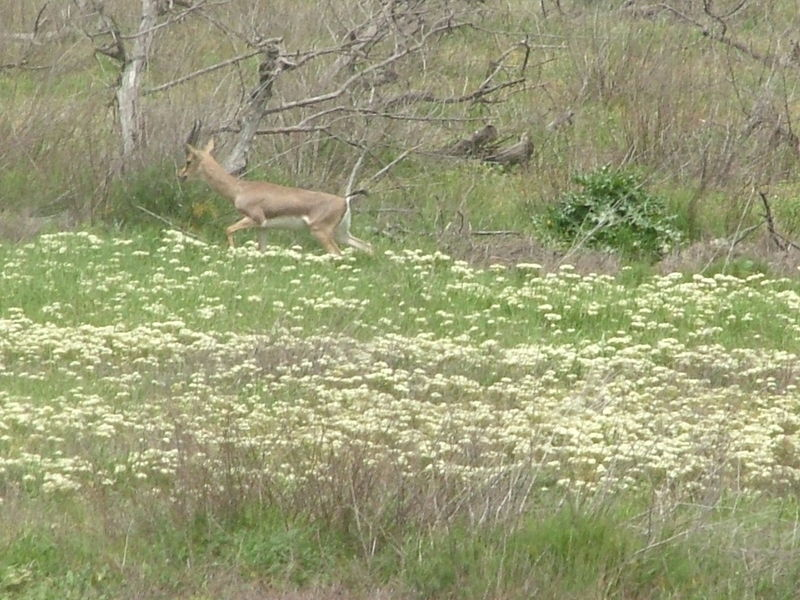
غزال جبلي في وادي الغزال في فلسطين.

منعت الحكومة الإسرائلية صيد السلالة الفلسطينية من غزلان الجبل منذ عام 1993 بسبب أعداده المتناقصة آنذاك، وتمّ فرض قوانين أكثر صرامة في معظم المناطق التي تقطنها هذه الحيوانات مما قلل من عمليات القنص اللاشرعية التي تتعرض لها. وعلى النقسض من ذلك، فإن سلالة السنط حظيت بالحماية منذ تصنيفها لأول مرة عام 1964، إلا أن تدمير المسكن واستغلال السلالة استمر بتهديدها خصوصا خارج المناطق المحميّة. يمكن العثور على غزلان جبلية من السلالة الفلسطينية في وادي الغزال بفلسطين، الذي يقع في القدس قرب حي جبعات مردخاي والذي تبلغ مساحته 205 دونما، ويحتفظ هذا الوادي بقطيع مكوّن من 25 غزالا، كما وتعمل إحدى الجمعيات الإسرائليّة على تحويله إلى منتزه عام ومحميّة طبيعيّة.
ومن المحميات التي يعيش بها غزال الجبال العربي: محمية المها العربي، محمية وادي سارين للطهر، محمية جبل سمحان الوطنية، ومنتزه السليل الوطني في عُمان، وهناك أيضا جمهرات أعيد إدخالها إلى محمية الوعل، وعروق بني معارض، وغيرها في السعودية، إلا أن الحماية القانونية لها لا تتم على الشكل المفروض دوما. أعلنت جزر فرسان، التي تقطنها سلالة فرسان (G. g. farasani)، محمية طبيعية تحت رقابة الوكالة الوطنية للتنمية والحفاظ على الحياة البرية منذ عام 1988، وتقوم الأخيرة بتعداد جوّي للرؤوس على الجزر كل سنتين أو ثلاث سنوات. إن مسكن سلالة السنط القليلة العدد أصبح محميّا في السنوات الأخيرة، وأخذت السلطات المعنيّة تمد الحيوانات بالغذاء الإضافي، وتقوم بريّ النباتات التي تعتمد عليها في غذائها. أدّت هذه الإجراءات إلى زيادة أعداد الأفراد من هذه السلالة من 13 فقط عام 1995 إلى 24 عام 2000، إلا أن وضع هذه الحيوانات بقي حرجا عبر السنوات فعادت أعدادها وانخفضت إلى أقل من 20، ولا يزال خطر الانقراض يلوح في الأفق بالنسبة لها. قررت إدراة حماية المحميات الطبيعية والمنتزهات الوطنية الإسرائلية بتاريخ 27/12/2004 أن توقف إمداد الحيوانات بالغذاء والتوقف عن ري مصادر غذائها، والقيام بوضعها جميعا بداخل منطقة مسيجة عوضا عن ذلك، وتخفيض عدد المفترسات في تلك المنطقة، لحث الغزلان على التكاثر، لكن هذه الخطة لم تنجح، حيث عادت هذه السلالة وانخفضت أعدادها إلى 12 حيوانا عام 2005، قبل أن تعود وتتناسل بشكل بسيط مؤخرا مما رفع أعدادها إلى 19 فردا.